# .ie
‎.ie‏ دامنه اینترنتی اختصاص داده شده به جمهوری ایرلند است.